# Marketingprozess
Der Marketingprozess ist ein Kernprozess, der sich auf den Absatz eines Unternehmens bezieht. Hier erfolgt die Erkundung, Gestaltung und Erschließung der Absatzmärkte. Das Marketing hat als Funktion eine hervortretende Bedeutung, weil hier die Umsätze erzielt werden, d. h. die in Geldeinheiten bewerteten und abgesetzten Mengen von Gütern. Über die Elemente des Marketingprozesses besteht in der Literatur aber keine Einigkeit. 

## Bestandteile
Der Marketingprozess kann aus folgenden Bestandteilen bestehen:
- Die Marketinganalyse als die interne Untersuchung von Stärken und Schwächen des Unternehmens bzw. seiner Kernkompetenzen und die externe Untersuchung des relevanten Marktes und der Unternehmensumwelt.
- Die Marketingziele, die auf Grundlage der Marketinganalyse und aus den Unternehmenszielen abgeleitet werden, z. B. ökonomische Marketingziele (u. a. Umsatz und Gewinn) bzw. psychologische Marketingziele, u. a. die Kundenzufriedenheit. Diese Ziele sind Bestandteile der Marketingpläne.
- Die Marketingstrategien geben die grundsätzliche Stoßrichtung der Marketingaktivitäten an und stellen den Handlungsrahmen für das Marketing dar, z. B. Marktsegmentierung und Aufteilung des Gesamtmarktes in Teilmärkte.
- Die Festlegung der Marketinginstrumente als konkrete Einsatzfaktoren des Marketing, z. B. Produkt-, Preis-, Distributions- und Kommunikationspolitik. Das optimale Marketing-Mix ist diejenige Kombination der Instrumente, durch welche die Marketingziele bestmöglich erreicht werden.
- Die Marketingkontrolle als ständige und systematische Überprüfung der Marketing-Aktivitäten in Form der Erfassung der Soll-Werte (Marketingziele), Ermittlung der Ist-Werte und der Auswertung der Vergleichsergebnisse.

Eine weitere Einteilung des Marketingprozesses geht von folgenden Bestandteilen aus:
- Problemphase als die Erkennungs- und Identifizierungsphase eines Marketingproblems. Als Funktionsträger agieren hier die für das Ergebnis verantwortlichen Aufgabenträger des Unternehmens.
- Informationsbeschaffungsphase und Datenanalyse, welche Informationen über die Märkte, die Marktteilnehmer und über die Produkte liefern, um zu einer realistischen Marktbeurteilung zu gelangen. Die Funktionsträger sind hier die Marktforschung und das Rechnungswesen.
- Konzeptionsphase und Entschlussphase, wo durch die Marketingplanung und das Marketing-Management festgelegt wird, wie strategisch, taktisch und operativ vorzugehen ist.
- Realisation der Marketingkonzeption durch eine zweckentsprechende Marketingorganisation. Hier ist über die nötigen Marketinginstrumente zu entscheiden, die bei der Durchführung einzusetzen sind.
- Kontrollphase in welcher der Erfolg bzw. Misserfolg der Marketingaktivitäten festzustellen ist. Die Funktionsträger sind das Marketingcontrolling, das Rechnungswesen und die Kostenrechnung.

## Phasen
Ein Marketingprozess lässt sich auch in folgende Phasen einteilen:
- Die Marketingplanung als der systematischen gedanklichen Vorwegnahme des zukünftigen Marktgeschehens. Hier wird vor allem die Marktforschung betrieben. Sie ist das systematische und methodisch einwandfreie Untersuchen eines Marktes mit dem Ziel, marktbezogene Informationen zu gewinnen. Die Marketingplanung richtet sich an den Marketingzielen aus, die aus den Unternehmenszielen abzuleiten sind. Auf der Grundlage der Marketingziele (Soll-Werte) legt der Marketingleiter in Abstimmung mit seinen Marketingmanagern fest, auf welchen Wegen diese Ziele zu erreicht werden sollen.
- Die Marketinggestaltung geschieht mit Hilfe marketingpolitischer Instrumente. Die Marketingmanager bedienen sich dieser Instrumente, um die in den Marketingplänen vorgesehenen Ziele zu verwirklichen. Hier geht es insbesondere um die Produktpolitik, die sich mit der marktgerechten Gestaltung des betrieblichen Leistungsangebotes befasst und vor allem die Bedürfnisse und Wünsche der Kunden berücksichtigt. Hinzu kommen die Kontrahierungspolitik (Rabatt-, Konditionen- und Preispolitik), die Distributionspolitik (z. B. direkte und indirekte Absatzwege) und die Kommunikationspolitik, z. B. durch Werbung, Verkaufsförderung, Verkauf und Öffentlichkeitsarbeit.
- Die Marketingkontrolle schließt den Marketingprozess ab. Der Marketingleiter erfasst die marketingbezogenen Ist-Werte (z. B. Umsätze, Marketingkosten, Marktanteile) und vergleicht sie mit den Soll-Werten (Marketingziele). Dann sind die Soll-Ist-Abweichungen offenzulegen und zu analysieren. Der Überwachung schließt sich die Untersuchung an, die darüber Ausschluss geben soll, warum es zu den Soll-Ist-Abweichungen gekommen ist. Aus den Ergebnissen sind entsprechende Steuerungsmaßnahmen abzuleiten.

Das Marketingcontrolling ist eine Marketingfunktion, die aus dem ganzheitlichen Koordinationsprozess der Planung, Kontrolle und Steuerung sowie der Informationsversorgung besteht. Es ist Bestandteil des Bereichscontrolling und unterstützt die Marketingmanager bei ihren Entscheidungen.

## Elemente
Gegenüber diesen allgemeinen Phasen des Marketingprozesses ist auch eine detaillierte Darstellung der Elemente möglich:
- Der Kunde wendet sich mit einer Anfrage an die Verkaufsabteilung des Unternehmens
- Diese gibt die Unterlagen zur Preisaufkunft an die Vorkalkulation weiter
- Der Verkäufer unterbreitet dem Kunden ein Angebot. Im Falle der Bestellung kommt ein Vertrag zustande
- Die Verkaufsabteilung stimmt sich mit der Werbung, Produktgestaltung und mit der Marktforschung ab
- Dann gibt sie den Betriebsauftrag an die Produktion weiter
- Die fertiggestellten Produkte werden an das Absatzlager transportiert
- Die Versandabteilung transportiert die Ware zum Kunden (Warenausgang)
- Der Kunde erhält die Ausgangsrechnung